# Johan Petersson
Pour les articles homonymes, voir Petersson.
Johan Petersson (parfois orthographié Johan Pettersson), né le 29 mars 1973 à Karlshamn, est un joueur puis entraîneur suédois de handball. Cadre de l'équipe nationale de Suède dans les années 1990, il est notamment triple Champion d'Europe, une fois Champion du monde, mais n'a jamais remporté l'or olympique, s'inclinant en finale par deux fois.

## Palmarès de joueur

### Sélection nationale
Jeux olympiques
- Médaille d'argent aux Jeux olympiques de 1996 à Atlanta,  États-Unis
- Médaille d'argent aux Jeux olympiques de 2000 à Sydney,  Australie

Championnats du monde
- Médaille d'or au Championnat du monde 1999,  Égypte
- Médaille d'argent au Championnat du monde 1997,  Japon
- Médaille d'argent au Championnat du monde 2001,  France
- Médaille de bronze au Championnat du monde 1995,  Islande

Championnat d'Europe
- Médaille d'or au Championnat d'Europe 1998,  Italie
- Médaille d'or au Championnat d'Europe 2000,  Croatie
- Médaille d'or au Championnat d'Europe 2002,  Suède

### Club
Compétitions internationales
- Vainqueur de la Coupe de l'EHF (C3) (2) : 2002, 2004

- Finaliste de la Supercoupe d'Europe (1) : 2004

Compétitions nationales
- Vainqueur du Championnat d'Allemagne (2) : 2002, 2005
- Finaliste de la Coupe d'Allemagne (1) : 2005
- Vainqueur du Championnat d'Allemagne de D2 (1) : 1999
- Vainqueur du Championnat de Suède (1) : 2009

### Distinctions personnelles
- élu meilleur ailier droit du Championnat du monde 1999
- élu meilleur ailier droit du Championnat d'Europe 2000
- élu meilleur ailier droit du championnat d'Allemagne (2) : 2002, 2003